# Ayala Center Cebu

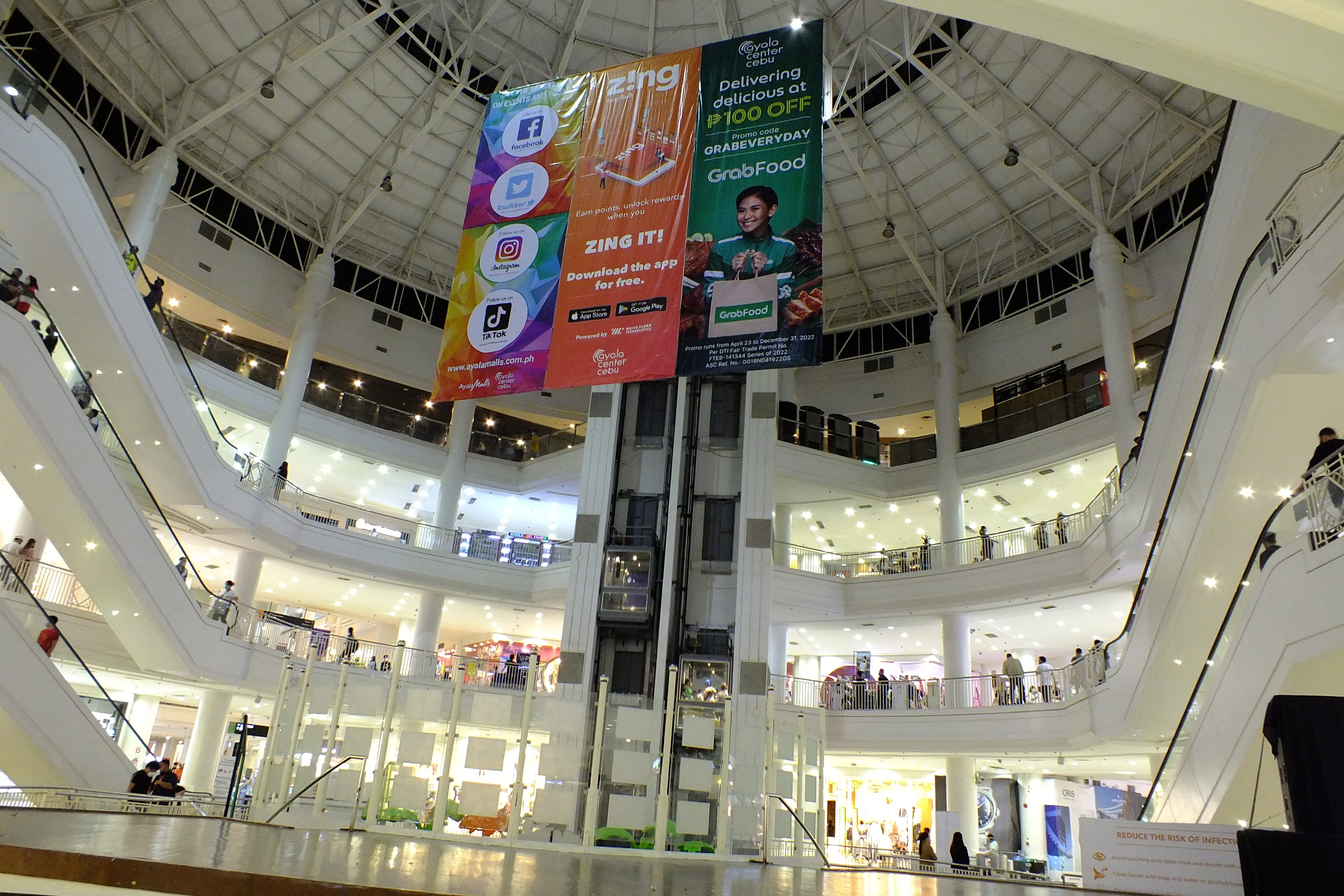
Ayala Center Cebu in Cebu City.

Ayala Center Cebu, ook wel Ayala Mall Cebu, is een overdekt winkelcentrum in de Filipijnse stad Cebu City. Het winkelcentrum ligt naast het IT park in het hart van Cebu City Business Park. Het een van de grootste overdekte winkelcentra van de stad en het eigendom van Ayala Corporation. Ayala Center Cebu werd in gebouwd in 1994 en was daarmee het eerste winkelcentrum van Ayala buiten Metro Manilla. 
Ayala Center Cebu trekt op een gemiddelde dag 85.000 bezoekers. Op weekenddagen loopt dat op naar 135.000 bezoekers. Sinds de uitbreiding van het centrum in 2013 heeft het winkelcentrum meer dan 600 winkels met een totale oppervlakte van 136.000 vierkante meter. Behalve voor winkelen kan het publiek er ook terecht in onder meer een bioscoopcomplex, een food court en een activiteitencentrum.